# ليرة سورية
الليرة السورية هي العملة الرسمية لـلجمهورية العربية السورية. بدأ العمل بها عام 1948 بعد انفصال مصرف سوريا ولبنان الذي كان يصدر الليرة السورية - اللبنانية. تنقسم الليرة السورية إلى 100 قرش.

## التاريخ
كانت سوريا جزءاً من الدولة العثمانية قبل نهاية الحرب العالمية الأولى، وكانت العملة المستعملة هناك هي الليرة العثمانية. وبعد سقوط الدولة العثمانية وقدوم فرنسا وإعلانها انتداب فرنسا على سوريا ولبنان، ارتأت فرنسا أن تؤسس مصرف سوريا ولبنان ليأخذ على عاتقه إصدار العملة الموحدة في الأراضي التابعة لسلطتها الانتدابية.
صدرت الليرة السورية عن طريق البنك السوري لأول مرة عام 1919م وكانت قيمتها تعادل 20 فرنكاً فرنسياً واستعملت في سوريا ولبنان وبعد ظهور وضع سياسي للبنان، تغير اسم البنك السوري ليصبح بنك سوريا ولبنان الكبير وأصدر الليرة السورية - اللبنانية بدءاً من تاريخ 24 كانون الثاني 1924 م حتى عام 1937 م حينما أُصدرت ليرتان منفصلتان في كل من سوريا ولبنان قابلتان للدفع في كلا الكيانين. وفي عام 1939 م، أصبح اسم المصرف المصدر للعملتين مصرف سوريا ولبنان وبعدها ظهرت لدينا عملات عليها عبارة الجمهورية السورية وكانت وزارة المالية هي التي تتولى أمور إصدار النقد إلى أن أُسست مؤسسة إصدار النقد السوري الذي أصدر العملات التي تعرف باسم الإصدار الأول والتي تحمل صورة الشعار السوري «العقاب» وبعدها أُسس مصرف سوريا المركزي الذي يتولى أمور إصدار النقد حتى يومنا الحالي.
بعد سيطرة البريطانيين وقوات فرنسا الحرة على سوريا، ارتبطت الليرة السورية بالجنيه الإسترليني عام 1941 م وكان الجنيه الواحد يعادل 8.83 ليرة وذلك استنادا لمعدل التحويل بين الإسترليني والفرنك قبل الحرب. لكن وبعد عام 1946 م وانهيار قيمة الفرنك الفرنسي، ارتفع معدل التحويل بين العملتين ليصل مرة إلى 1 ليرة = 54.35 فرنك. وفي 1947 م، اعتُمد الدولار الأمريكي مقابل الليرة السورية وكان التحويل 1 دولار = 2.19 ليرة وبقي هذا المعدل حتى عام 1961 م. ثم انفصلت الليرتان السورية واللبنانية عام 1948 م.

### الحرب الأهلية السورية

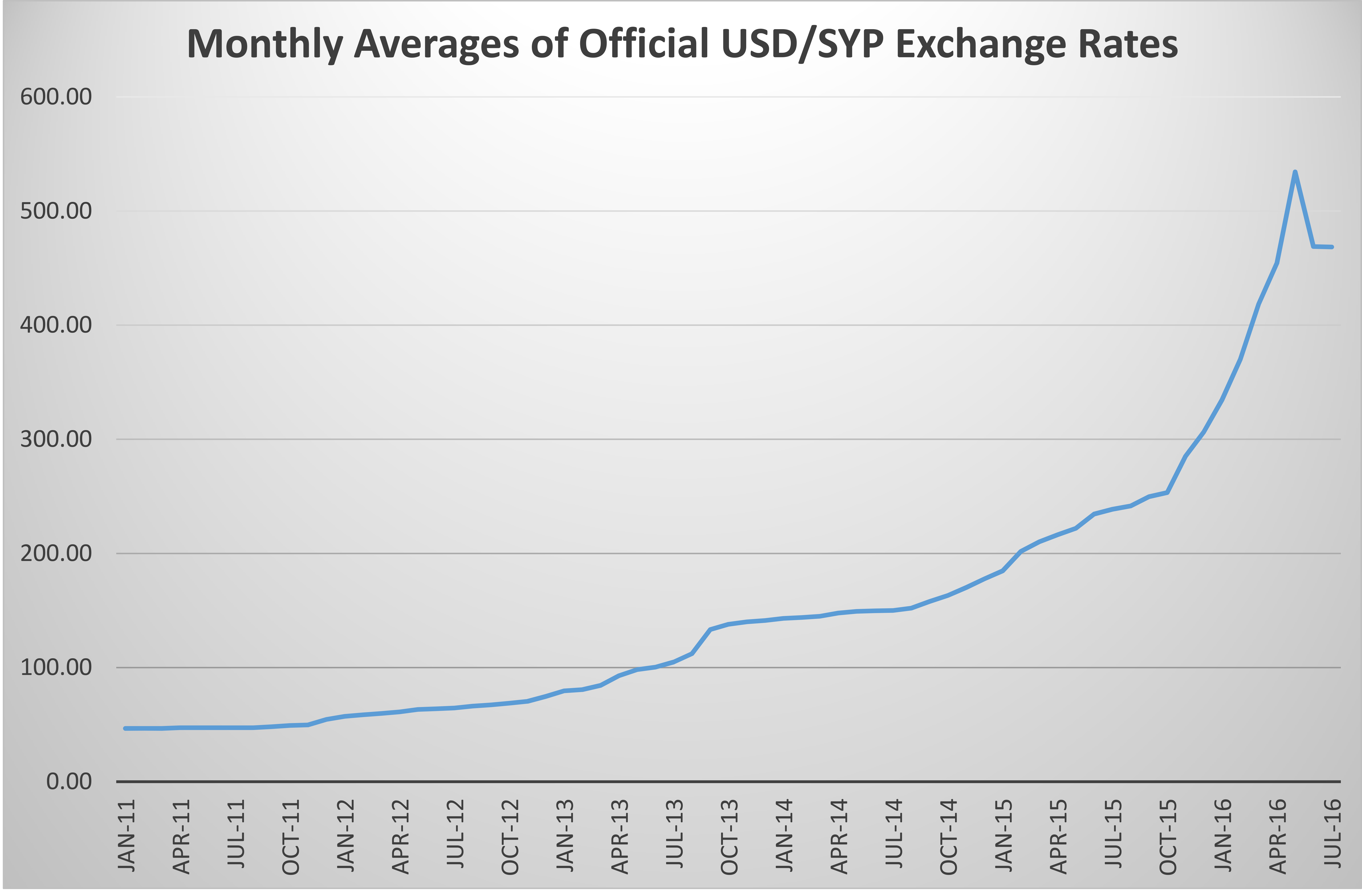
المتوسطات الشهرية لسعر الصرف الرسمي للدولار مقابل الليرة السورية من كانون الثاني / يناير 2011 إلى تموز / يوليو 2015

انخفضت قيمة الليرة السورية بشكل كبير خلال الحرب الأهلية فارتفع السعر الرسمي للدولار أمريكي من 46.98 ليرة سورية للدولار الواحد في بداية العام 2011  إلى أن وصل إلى 181.43 ليرة سورية للدولار الواحد في نهاية العام 2014. حيث تأثرت الليرة بشكل كبير بهجرة رؤوس الأموال بشكل رئيسي إلى الدول المجاورة كلبنان والأردن ومصر بالإضافة إلى العقوبات المفروضة على الاقتصاد السوري من قبل الولايات المتحدة ودول الاتحاد الأوروبي، وقد استمر سعر الليرة السورية بالانخفاض إلى أن أصبح سعر الدولار الأمريكي 502 ليرة سورية للدولار الواحد بتاريخ أكتوبر 2017، ليصبح الدولار في يناير/كانون الثاني من عام 2020 معادلاً لقيمة 1015 ليرة سورية (وتدهورت الليرة السورية بشكل قياسي إلى أكثر من 3 آلاف ليرة مقابل دولار واحد في يونيو/حزيران الحالي، في حين كانت بحدود 70 ليرة عام 2012، وقبل الأزمة 50 ليرة سورية للدولار الواحد).
في 31 أكتوبر 2019، ذكر الرئيس السوري المخلوع بشار الأسد في مقابلة أن تحرير الأراضي له عواقب اقتصادية معقدة. وفي حين نجح في إزالة الدعم الأجنبي للإرهابيين، فإنه عمل أيضاً على قطع تدفقات الدولار التي تعمل على استقرار الاقتصادات المحلية:
عاملٌ قد يغفل عنه الناس هو أن تحريرَ منطقةٍ ما لا يخدم بالضرورة الليرة السورية، لأن تحرير المنطقة يعني إزالة وصولها إلى الدولارات التي كانت تُمنح للإرهابيين لتغطية احتياجاتهم ونفقاتهم. كانت هذه أحد الأدوات التي نفعتنا. أعني أن الأمور ليست مطلقة، ولا يمكننا القول إن الإرهابيين كانوا يخدموننا في هذا الصدد. ليست كل خطوة إيجابية لها تأثير إيجابي. ولهذا أقول إن المسألة معقدة.— بشار الأسد

### سعر الصرف
في 5 ديسمبر 2005، بلغ سعر البيع المعلن من قِبَل المصرف التجاري السوري 48.4 ليرة سورية = 1 دولار أمريكي.[بحاجة لمصدر] كان سعر الصرف حوالي 50 ليرة سورية مقابل الدولار الأمريكي في أوائل العقد الأول من القرن الحادي والعشرين، لكنه كان عرضة للتقلبات.[بحاجة لمصدر] ومنذ بداية الحرب الأهلية في عام 2011، تدهور سعر الصرف غير الرسمي لليرة السورية بشكل كبير؛ حيث كان 47 ليرة سورية مقابل الدولار الأمريكي في مارس 2011، و515 ليرة سورية في يوليو 2017.[بحاجة لمصدر] ومنذ يوليو 2007، رُبطت الليرة السورية بحقوق السحب الخاصة لصندوق النقد الدولي (IMF SDR).
في 29 نوفمبر 2019، بعد الاحتجاجات اللبنانية، كان سعر السوق السوداء  765 ليرة سورية= 1 دولار أميركي، وهو انخفاض بنسبة 30% منذ بدء الاضطرابات في لبنان قبل شهر، حيث دفعت الاحتجاجات البنوك اللبنانية إلى فرض ضوابط صارمة على عمليات سحب العملة الصعبة والتحويلات إلى الخارج، مما صَعَّب على السوريين الوصول إلى الأموال المودعة لديهم في تلك البنوك.
وانخفض سعر السوق السوداء إلى 950 ليرة سورية في 2 ديسمبر 2019، بانخفاض آخر بنسبة 25٪،  في حين كان السعر الرسمي الذي حدده البنك المركزي هو 434 ليرة سورية = 1 دولار أمريكي.
في 13 يناير 2020، تدهورت العملة السورية أكثر، حيث تجاوز سعر الصرف في السوق السوداء 1000 ليرة سورية مقابل الدولار الأمريكي، رغم أن المصرف المركزي السوري قد قيمها بـ 434 ليرة سورية مقابل الدولار الأمريكي. وخلال جائحة كوفيد-19 في سوريا، واصلت الليرة السورية التراجع أمام الدولار الأمريكي في السوق السوداء، حيث وصل سعر الصرف إلى أكثر من 1600 ليرة سورية مقابل الدولار الأمريكي في مايو 2020. وبعد شهر، تجاوزت الليرة السورية حاجز 2000 ليرة مقابل الدولار، وبعد أيام قليلة تجاوزت حاجز 3000 ليرة مقابل الدولار.
مع بدء تطبيق العقوبات الأميركية المتعلقة بقانون قيصر، اعتمدت السلطات المحلية المناهضة للحكومة في محافظة إدلب الليرة التركية بدلاً من الليرة السورية المتدهورة. كما حلت الليرة التركية محل الليرة السورية في المناطق الأخرى المحتلة من قبل تركيا في شمال سوريا، مثل عفرين وجرابلس.
في 31 ديسمبر 2022، سجلت الليرة السورية أدنى مستوى لها على الإطلاق في السوق السوداء، حيث بلغ سعر الدولار الأميركي 7150 ليرة سورية، أي ضعف ما كانت عليه قبل عام. وفي عام 2023، واصل سعر الصرف تدهوره ليصل إلى 15 ألف ليرة سورية مقابل الدولار الأميركي.
خلال هجمات المعارضة السورية عام 2024 ، انخفض سعر الصرف إلى أدنى مستوى قياسي عند 25 ألف ليرة سورية مقابل الدولار الأمريكي. بعد سقوط نظام الأسد ، تم تداول العملة بسعر يتراوح بين 12,500 و10,000 ليرة سورية مقابل الدولار الأمريكي الواحد.

## الفئات النقدية

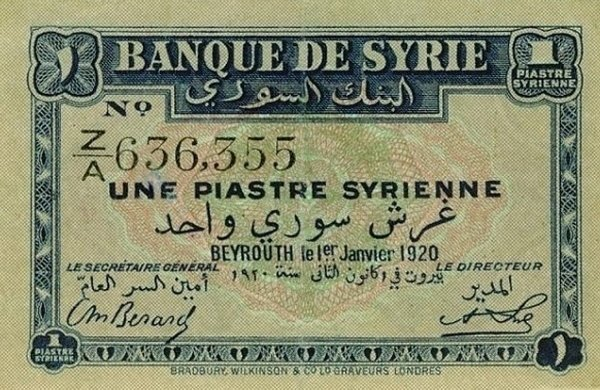
غرش سوري واحد اصدار عام 1920

تتوزع فئات إصدار الليرة السورية حاليا والتي تصدر من قبل مصرف سورية المركزي كما يلي:

### العملات المعدنية
في عام 1921، أُدخلت عملات نقدية من النيكل النحاسي بقيمة نصف قرش، تلتها في عام 1926 عملات من البرونز الألمنيومي بقيمتي 2 و5 قروش. في عام 1929، أُدخلت عملات مثقوبة من النيكل النحاسي بقيمة 1 قرش، وعملات فضية بقيم 10 و25 و50 قرشًا. في عام 1935، أُدخلت عملات بقيمة نصف قرش من النيكل النحاسي، تلتها عملات من الزنك بقيمة 1 قرش ومن البرونز الألمنيومي بقيمة 2.5 قرش في عام 1940. وخلال الحرب العالمية الثانية، أُصدرت عملات طوارئ من النحاس الأصفر بقيمة 1 قرش ومن الألمنيوم بقيمة 2.5 قرش. كانت هذه العملات تُنتج بشكل بدائي وغير مؤرخة.
أُدخلت عملات نقدية جديدة بين عامي 1947 و1948 بفئات 2.5 قرش، 5 قروش، 10 قروش، 25 قرشًا، 50 قرشًا، والجنيه السوري، حيث صُنعت العملات بقيم 2.5 قرش و5 قروش و10 قروش من النيكل النحاسي، بينما صُنعت العملات الأخرى من الفضة. في عام 1960، استُبدل النيكل النحاسي بالبرونز الألمنيومي، وفي عام 1968 استُبدلت الفضة بالنيكل. وفي عام 1996، وبسبب التضخم الكبير، أُدخلت عملات جديدة بفئات 1 ليرة، 2 ليرة، 5 ليرات، 10 ليرات، و25 ليرة، وكانت عملة 25 ليرة ثنائية المعدن. في عام 2003، أُصدرت عملات بفئات 5 ليرات، 10 ليرات، و25 ليرة تحمل صورًا خفية. وفي 26 ديسمبر 2018، أصدر مصرف سوريا المركزي عملة معدنية بقيمة 50 ليرة للتداول العام، لتحل محل الورقة النقدية من نفس الفئة. وبحلول ديسمبر 2022، وبسبب التضخم الكبير، أصبحت عملة 50 ليرة المعدنية الوحيدة المتداولة، بينما فقدت جميع العملات الأخرى قيمتها.
يُتداول بإصدار عام 2018، وتحمل العملة الجديدة ذات اللون الفضي الفاتح نقشاً لضريح الجندي المجهول على إحدى الجهتين، وعلى الجهة الأخرى نقشاً لشعار العقاب السوري.

### الأوراق النقدية
في عام 1919، أصدر بنك سوريا أوراقًا نقدية بفئات 5 قروش، و25 قرشًا، و50 قرشًا، و1 ليرة، و5 ليرات. وتبعتها في عام 1920 أوراق نقدية بفئات 1 ليرة، و10 ليرات، و25 ليرة، و50 ليرة، و100 ليرة. في عام 1925، بدأ بنك سوريا ولبنان الكبير بإصدار الأوراق النقدية، وتوقفت طباعة الفئات التي تقل عن 25 قرشًا. ومنذ عام 1930، لم تُصدر أوراق نقدية تقل عن 1 ليرة. وفي عام 1939، تغير اسم الجهة المصدرة مرة أخرى ليصبح بنك سوريا ولبنان.
بين عامي 1942 و 1944، قدّمت الحكومة أوراقًا نقدية بفئات 5 قروش و 10 قروش و 25 قرشاً و 50 قرشاً غ. في أوائل خمسينيات القرن العشرين، أصدر معهد إصدار سورية أوراقًا نقدية بلا تاريخ بفئات 1 ليرة سورية و 5 ليرات سورية و 10 ليرات سورية و 25 ليرة سورية و 50 ليرة سورية و 100 ليرة سورية، تلاها أوراق نقدية مؤرخة لعام 1955 بفئتي 10 ليرات سورية و 25 ليرة سورية. تولّت المصرف المركزي السوري إصدار الأوراق النقدية في عام 1957، مُصدِرًا نفس الفئات التي أصدرها معهد الإصدار.
في عام 1958، أُزيلت اللغة الفرنسية من الأوراق النقدية واستُبدلت باللغة الإنجليزية. صدرت أوراق نقدية بفئات 1 ليرة سورية و 5 ليرات سورية و 10 ليرات سورية و 25 ليرة سورية و 50 ليرة سورية و 100 ليرة سورية و 500 ليرة سورية. في عام 1966، تغيّر تصميم أوراق 25 ليرة سورية و 50 ليرة سورية و 100 ليرة سورية. في عامي 1976 و 1977، تغيّر التصميم لجميع الفئات باستثناء ورقة 500 ليرة سورية.
في عامي 1997 و 1998، قُدِّمت سلسلة جديدة من الأوراق النقدية بفئات 50 ليرة سورية و 100 ليرة سورية و 200 ليرة سورية و 500 ليرة سورية و 1,000 ليرة سورية، مع استبدال الفئات الأقل بالعملات المعدنية. في عام 2009، غُيِّرت أوراق 50 ليرة سورية و 100 ليرة سورية و 200 ليرة سورية بتصميم جديد بالكامل. في 2 يوليو 2014، قُدِّمت ورقة نقدية جديدة بفئة 500 ليرة سورية، تلتها ورقة 1,000 ليرة سورية في 30 يوليو 2015، وورقة 2,000 ليرة سورية في 2 يوليو 2017، وورقة 5,000 ليرة سورية في 24 يناير 2021.

### الإصدار النقدي 2009
أصدرت أوراق نقديّة جديدة عام 2009 للفئات 50 و100 و200 ليرة:
| 50 ليرة       | 50 ليرة      |
| ------------- | ------------ |
|               |              |
| الوجه الأمامي | الوجه الخلفي |

| 100 ليرة      | 100 ليرة     |
| ------------- | ------------ |
|               |              |
| الوجه الأمامي | الوجه الخلفي |

| 200 ليرة      | 200 ليرة     |
| ------------- | ------------ |
|               |              |
| الوجه الأمامي | الوجه الخلفي |

### الإصدار النقدي 2013 لل500 ليرة
أصدرت ورقة نقديّة جديدة عام 2013 لفئة ال500 ليرة ولكن لم تُطرح حتى عام 2014 :
| 500 ليرة      | 500 ليرة     |
| ------------- | ------------ |
|               |              |
| الوجه الأمامي | الوجه الخلفي |

### الإصدار النقدي 2013 لل1000 ليرة
أصدرت ورقة نقديّة جديدة عام 2013 لفئة ال1000 ليرة ولكن لم تُطرح حتى عام 2015:
| 1000 ليرة     | 1000 ليرة    |
| ------------- | ------------ |
|               |              |
| الوجه الأمامي | الوجه الخلفي |

### الإصدار النقدي 2015 لل2000 ليرة
أصدرت ورقة نقديّة جديدة عام 2015 لفئة ال2000 ليرة ولكن لم تُطرح حتى عام 2017:
| 2000 ليرة     | 2000 ليرة    |
| ------------- | ------------ |
|               |              |
| الوجه الأمامي | الوجه الخلفي |

### الإصدار النقدي 2019 لفئة 5000 ليرة
أصدرت ورقة نقديّة جديدة عام 2019 لفئة ال5000 ليرة، وطُرحت للتداول في 24 يناير 2021.
| 5000 ليرة     | 5000 ليرة    |
| ------------- | ------------ |
|               |              |
| الوجه الأمامي | الوجه الخلفي |

## وصلات خارجية
- سعر الليرة السورية اليوم
- أسعار الليرة السورية مقابل الدولار في سوريا